# Teresa Maryańska
Teresa Jolanta Maryańska (ur. 27 maja 1937 w Warszawie, zm. 3 października 2019 tamże) – polska paleontolog, doktor habilitowany, specjalizująca się w badaniach dinozaurów.

## Życiorys
Córka Czesława i Hanny. Od 1961 pracowała w Muzeum Ziemi PAN w Warszawie. W latach 1976–2006 pełniła funkcję zastępcy Dyrektora do Spraw Naukowych.
W latach 1964–1971 była uczestniczką (a w 1971 zastępcą kierownika) serii czterech dużych wypraw Polsko-Mongolskiej Ekspedycji Paleontologicznej, które na pustyni Gobi dokonały odkryć wielu nieznanych wcześniej gatunków dinozaurów i pierwotnych ssaków z epoki późnej kredy. Badając mongolskie znaleziska ustanowiła szereg nowych gatunków dinozaurów. Zajmowała się szczególnie dinozaurami grubogłowymi i ankylozaurami.
Pochowana na cmentarzu parafii Opatrzności Bożej w Wesołej.

## Ustanowione przez T. Maryańskątaksonydinozaurów
Saichania i Tarchia (1977); z Halszką Osmólską, Homalocephale, Prenocephale, i Tylocephale (i Pachycephalosauria) (1974), Bagaceratops (1975), i Barsboldia (1981); Goyocephale (1982) z Osmόlską i Perle.

## Wybrane publikacje
- T. Maryańska & H. Osmólska (1974). Pachycephalosauria, a new suborder of ornithischian dinosaurs. Palaeontologia Polonica 30:45-102.
- T. Maryańska & H. Osmólska (1975). Protoceratopsidae (Dinosauria) of Asia. Palaeontologica Polonica 33:133-181.
- T. Maryańska & H. Osmólska (1981). First lambeosaurine dinosaur from the Nemegt Formation, Upper Cretaceous, Mongolia. Acta Palaeontologica Polonica 26(3-1):243-255.
- T. Maryańska & H. Osmólska (1981). Cranial anatomy of Saurolophus angustirostris with comments on the Asian Hadrosauridae (Dinosauria). Palaeontologia Polonica 42:5-24.
- A. Perle, T. Maryańska & H. Osmólska (1982). Goyocephale lattimorei gen. et sp. n., a new flat-headed pachycephalosaur (Ornithischia, Dinosauria) from the Upper Cretaceous of Mongolia. Acta Palaeontologica Polonica 27(1-4):115-127.
- T. Maryańska & H. Osmólska (1984). Postcranial anatomy of Saurolophus angustirostris with comments on other hadrosaurs. Palaeontologia Polonica 46:119-141.
- T. Maryańska & H. Osmólska (1985). On ornithischian phylogeny. Acta Palaeontologica Polonica 30(3-4):137-149.
- T. Maryańska, H. Osmólska, & M. Wolsan (2002). Avialan status for Oviraptorosauria. Acta Palaeontologica Polonica 47(1):97-116.
- T. Maryańska (1970). O gadach bez sensacji. Wydawnictwa Geologiczne.